# Farr 30
Pour les articles homonymes, voir Mumm (homonymie).

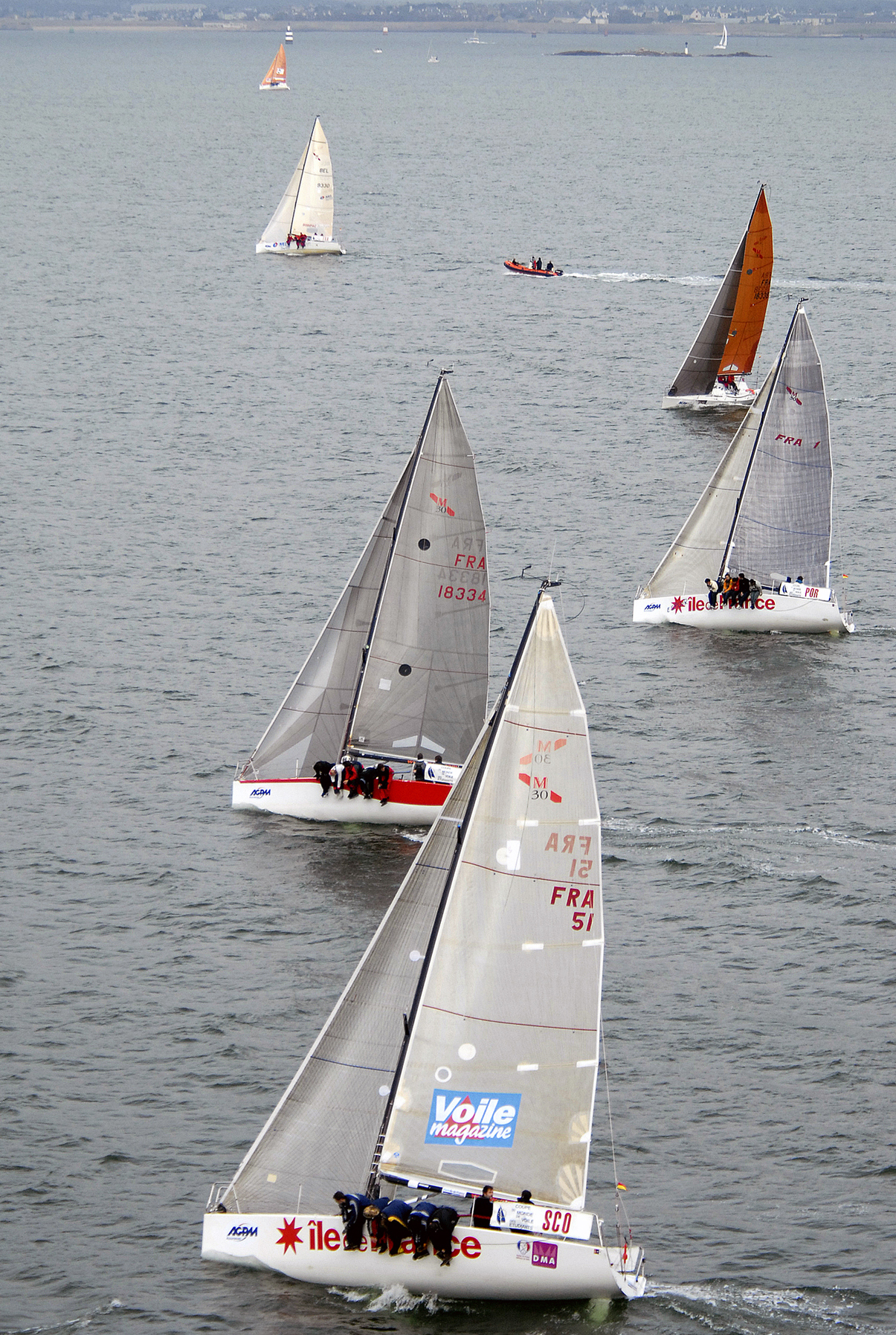
Mumm 30 en régate sur un bord de près lors de la Coupe du Monde de voile des étudiants 2006, la Sywoc (Student Yachting World Cup) organisée par l'École polytechnique de Palaiseau.
Les bateaux à l'image sont :
- l'équipe d'Écosse (Voile FRA 51) - au 1er plan
- l'équipe d'Irlande (Voile FRA 18334) et vainqueur de l'édition - au second plan
- l'équipe du Portugal (Voile FRA 1) - au troisième plan
- l'équipe du Japon (Voile FRA 18338) - au quatrième plan (voiles orange)
- l'équipe de France (Voile BEL 9330) représentée par l'Université de technologie de Troyes (UTT) - au cinquième plan (voiles blanches)

Le Farr 30, nommé Mumm 30 jusqu'à fin 2008, est une classe de voilier monotype de croisière sportif de série internationale ISAF utilisée comme support pour le Tour de France à la voile de 1999 à 2008, prolongée jusqu'à 2010.

## Historique
Le Mumm 30 a été dessiné en 1995 par Bruce Farr. D'après le cabinet d'architecture navale Farr Yacht Design, ce voilier a été dessiné sans contrainte de jauge, c'est-à-dire sans tenir compte des jauges existantes, ce qui aurait impliqué des compromis, pour en faire un monotype de course au large qui soit un concentré de l'état de l'art.
Il a été choisi pour le Tour de France à la voile en 1999 en remplacement du JOD 35.
Pendant 10 ans, le nom Mumm a été utilisé à la suite d'un accord de partenariat avec les champagnes Mumm. Du fait de changements structurels chez le sponsor, cet accord n'a pas été renouvelé. Le 16 décembre 2008 la M30 International Class Association annonce que ses propriétaires ont voté à l'unanimité la modification du nom de l'association en Farr 30 International One Design Class ; un nouveau logo et le nouveau nom du bateau prennent effet le 1er janvier 2009.

## Caractéristiques
Long de 9,43 m, le Farr 30 est assez léger (2,1 tonnes) en comparaison d'un de ses anciens prédécesseurs comme le First 30 qui pesait plus de 3 tonnes.
Il est dans la lignée du JOD 35, voilier de course également, et dont les aménagements de vie en croisière sont réduits à leur plus simple expression afin de réduire le poids et le cout de fabrication.
Ces gains de poids sont aussi permis par la mise en œuvre de matériaux nouveaux  comme la fibre de carbone, là où ils permettent de simplifier la structure (gouvernail, par exemple).
Les lignes d'eau bénéficient de l'allègement d'ensemble, peuvent être plus tendues et favoriser le déjaugeage. Elles sont très pincées à l'avant, les sections en U sont tulipées vers le liston. L'arrière est plat et assez large.
Le plan de voilure à grand allongement au 7/8e est caractérisé par un foc à faible recouvrement, permettant plus de rapidité lors des virements de bord.
Les performances au portant sont améliorées par la possibilité d'utiliser des spinnakers symétriques ou asymétriques hissés ou pas en tête de mât.
Un étai arrière réglable (pataras) a été préféré aux bastaques.
Le plan de pont est typique des voiliers de course au large des années 1990-2000 : un grand cockpit, agencé comme celui d'un dériveur léger de compétition, des manœuvres accessibles. L'abandon de grands génois permet de conserver une petite taille aux winchs, limités à 4.